# Altenbrak
Altenbrak este un cartier al orașului Thale din landul Saxonia-Anhalt, Germania. Până în 2009 a fost o comună.